# Eine geglückte Liebesgeschichte
Eine geglückte Liebesgeschichte (russisch Удавшийся рассказ о любви) ist eine Erzählung von Wladimir Semjonowitsch Makanin. Sie erschien erstmals in der Zeitschrift Snamja (2000, Nr. 5) und im gleichen Jahr im Verlag Wagrius in der Erzählungs-Sammlung Удавшийся рассказ о любви, die 2005 in der Übersetzung von Annelore Nitschke unter dem Titel Der kaukasische Gefangene im Luchterhand Literaturverlag veröffentlicht wurde und außer Eine geglückte Liebesgeschichte noch die beiden Erzählungen Der Buchstabe A sowie Der kaukasische Gefangene enthält.

## Kurzbeschreibung
Ein erfolgloser Autor arbeitet als Showmoderator statt als Schriftsteller und ersucht mangels Geld vergeblich um die körperliche Liebe von Prostituierten, während deren Chefin – einst Geliebte und Zensorin des Autors – ihn immer noch liebt. Beide zusammen flüchten sich gedanklich immer wieder in eine vermeintlich bessere Sowjet-Vergangenheit.

## Inhalt

### Rahmenhandlung I
Die zu Sowjetzeiten als Literatur-Zensorin amtierende, alternde Larissa Igorjewna betreibt in einem teilrenovierten, teils „picobello“ sauberem „Wohnblock aus der Chruschtschowzeit“ in zwei miteinander verbundenen Dreizimmerwohnungen ihr Unternehmen Alles wie daheim, eine Etablissement mit Waschen, Bügeln, Näh-Service, Kaffee, Schachspiel und Sex-Dienstleistung. Dort verkehrt auch Larissas Ex-Geliebter, der ärmlich-erfolglose Autor Sergej Iljitsch Tartassow, der erpicht darauf ist, nicht nur einen Verkehr mit Larissa zu pflegen, sondern auch gratis zu einem Geschlechtsverkehr mit der in Alles wie daheim beschäftigten Prostituierten Ljalja zu kommen. Die Bordell-Chefin Larissa erwidert seufzend, da Tartassow kein Geld habe „würde es mit Ljalja wohl kaum klappen. Und mit den anderen auch nicht“. Aus der generell und für Tartassow auch sexuell unbefriedigenden Gegenwart entfliehen Larissa und Tartassow gedanklich in die Vergangenheit mittels einer von Tartassow ersonnenen Konzentrationstechnik, für die es nur einen Riss, einen Spalt im Gras, ein Loch, einen Trichter braucht, „denn jede schmale Vertiefung eignete sich.“ Dieses „Engpaß“ genannte wurmlochartig geschilderte Schlupfloch in die Vergangenheit ermöglicht Larissa und Tartassow getrennt voneinander, einmal auch zusammen, zu verschiedenen Zeiten der Rahmenhandlung einen Einstieg zu verschiedenen Zeitpunkten der Vergangenheit. Problem dabei für den Zeitreisenden: „Der Engpaß garantierte und versprach einem keineswegs, daß man auf den Punkt genau landete. Vergangenheit ja, aber nicht auf besondere Bestellung. Wo er auch hinauskatapultiert wurde – es war immer gut.“

### Binnenhandlung
Infolge des tödlichen Herzinfarkts des Glawlit-Direktors beim Buffet steigen alle anderen Glawlit-Mitarbeiter die Karriereleiter hinauf, unter anderem auch Wjuschin, der erster Vizedirektor wird, weil er nicht Direktor werden will: Er „gehörte zu denen, die die großen, unwiederbringlichen Veränderungen der Perestroika vorausahnten.“ Auch Larissa Igorjewna wird befördert. „Von der Praktikantin zur Zensorin; eine Stufe höher. Im Februar wurden ihr bereits Manuskripte ihrer Wahl anvertraut. Und als erstes nahm sich Larissa Tartassows Erzählung vor. So traf sich damals alles für sie“, die sie offenkundig schon ein Paar sind. Als Tartassows Zensorin schafft Tartassows Geliebte ein schieres Wunder: Die ihr zur Zensur anvertraute „Erzählung, seine wunderbare Erzählung, sei ungekürzt durch die Zensur durch. […] Und der ganze Kleinkram (diese ganzen ungebührlichen Andeutungen) sei ihrem Gutdünken überlassen.“ Trotz ihrer Liebe zu Tartassow versucht sie, das in sie durch die Vorgesetzten gesetzte Vertrauen nicht übermäßig zu strapazieren, und nimmt ihr „Gutdünken“ tatsächlich sachte in Anspruch: „Mit eiserner Hand […] tilgte sie das lebendige Leben aus seinem Text. Und zugleich natürlich die leichtfüßige Schönheit der einen oder anderen Zeile, die ihr unterkam.“ Nach anfänglichem Protest nimmt Tartassow diese Streichungen im Text hin: „Seine verletzte Seele fügte sich, als sie eine nüchterne Berechnung angestellt hatte. […] Was war er doch für ein Glückspilz, schlief mit der eigenen Zensorin und wollte sich noch entrüsten! Er hatte offenbar schon vergessen, wie ihm (und allen anderen) ganze Seiten und Kapitel weggestrichen wurden.“ Etwa zu diesem Zeitpunkt bringt Tartassow Larissa die Engpaß-Technik bei, meint, „man könne sich einen beliebigen Punkt aussuchen. Meinetwegen im Tapetenmuster! Man stellt sich vor, daß sich hinter diesem Punkt auf der Tapete ein Gang befindet … ein Engpaß. Und ganz allmählich dringt man in ihn ein (in Gedanken). Schraubt sich wie ein Bohrer hinein. Immer tiefer. Und dann flutscht man plötzlich in die andere Zeit“, eine andere Welt. Die reale Welt gebärdet sich allerdings unschön: Der Abdruck der von Larissa zensierten Tartassow-Erzählung in einer Literaturzeitschrift hat im Nachhinein für die allzu liberale Larissa eine offizielle Rüge und einen strengen Verweis zur Folge. „Als sie zu Hause versuchte, Tartassow von dem Skandal zu berichten, erstickte sie beinahe wieder an den Tränen, und es stellte sich (woher nur?) ein für sie neues Gefühl ein – das Gefühl weiblicher Opferbereitschaft.“ Dann bricht die Sowjetunion zusammen, Larissa wird brotlos, bekommt keine Stelle, spätestens sobald ruchbar wird, dass sie als Zensorin gearbeitet hat, und auch für Tartassow erweist sich seine Kunst als brotlos: „Er telefonierte, brüllte und flehte seine Bekannten an, ihm irgendeine Arbeit zu beschaffen, sogar einen Nachtjob: ‘[…] Ich und mein Sohn, wir haben beide nichts zu essen.‘“ Nicht für sich, sondern für den geliebten Tartassow wird Larissa beim einstigen Glawlit-Vizedirektor Wjuschin vorstellig: Wjuschin hat „sich in die oberste Etage durchgezwängt. Er thronte an der Spitze eines Fernsehsenders.“ Larissa bittet ihn um einen Job für Tartassow, woraufhin Wjuschin schmierig fragt: „Du weißt sicher noch, daß du mir immer gefallen hast, Lara. Wollen wir uns diese Woche einmal treffen?“ Im „Gefühl weiblicher Opferbereitschaft“ nimmt Larissa das eindeutige Angebot für ein Schäferstündchen an, jedoch: „Es gelang ihr einfach nicht. Dazuliegen und an Opferbereitschaft zu denken“; sie fühlt sich als Verräterin an Tartassow, weil es Wjuschin gelingt, ihr sexuelle Lust zu bescheren. Nachdem Larissa ihren Körper für Tartassows Wohlergehen prostituiert hat, geht Larissa von sich selbst irritiert zu einer U-Bahn-Station, raucht dort auf einem Zaun die letzte Zigarette ihres Lebens und vernimmt „eine zaghafte, brüchige Mädchenstimme: ‘Hallo, Sie da! Möchten Sie nicht meine Bekanntschaft machen – ich bin Ljala. Ich heiße Ljala‘“, die gar nicht Larissa mit diesen Worten anspricht, sondern sich vorbeigehenden Männern zum Sex anbietet – dennoch ist das Larissas Einstieg in das Rotlichtmilieu. Tartassow aber wird glauben, „daß der Job auf das Konto seiner Geschichten und Erzählungen gehe, seiner früheren kreativen Verdienste – als gerechte Entlohnung!“

### Rahmenhandlung II
Die Prostituierte Galja bietet dem herumlungernden und die Prostituierten mit seinem lüsternen Ansinnen nervenden Tartassow aus Langeweile eine „Gratisnummer“ an, was Larissa „einen Augenblick“ weh tut: „Nein, so was! Ich liebe ihn immer noch, dachte sie und berührte leicht ihre Brust, wo das Herz einen Stich verspürte.“ Während Tartassow mit Galja fort ist, taucht Wjuschin in Alles wie daheim auf. „Larissa Igorjewna war weniger bestürzt, eher erstaunt über sein Erscheinen“, denn „ihre Mädchen seien bescheiden, normal. Was wollte er von ihnen? (Soll sich doch ein so hohes Tier im eigenen Ambiente vergnügen.)“ Doch nicht wegen der jungen Prostituierten ist Wjuschin gekommen, sondern wegen der alternden Larissa und aufgrund eines Personalwechsels im Sender, dem Tartassow zum Opfer zu fallen drohe: „Aus alter Erinnerung willst du doch sicher nicht, daß er entlassen wird?“, fragt schmierig Wjuschin Larissa, die die Andeutung versteht, „den Fernsehbaron am Arm“ nimmt und in ihren Ruheraum führt. Während des folgenden Cunnilingus philosophiert Wjuschin seinerseits über einen Engpass, meint damit allerdings die weibliche Vagina: „Wir scheiden durch den Engpaß (aus dem Leben) und treten durch ihn ein (ins Leben)“, was Larissa jedoch für sinnloses Gestammel hält. „Wie alle Spitzenbosse wußte Wjuschin wahrscheinlich nichts von der Möglichkeit, sich in den Engpaß hineinzuschrauben und sich durch ihn durchzuzwängen. (Und unsere wirre Zeit gegen etwas anderes zu tauschen.) Gut, daß er nichts davon weiß, dachte Larissa Igorjewna.“

## Textanalyse
Bei Eine geglückte Liebesgeschichte handelt es sich um eine auktorial erzählte Erzählung, die in einer post-sowjetischen Großstadt spielt, welche über eine U-Bahn verfügt und mit „fünfgeschoßigen Mietskasernen“ bebaut ist. Die Binnenhandlung erstreckt sich von den 1980er Jahren, als sich die Notwendigkeit einer Perestroika abzeichnete, bis in die Zeit der postsowjetischen wirtschaftlichen und gesellschaftlichen Krise. Als Zeit der Rahmenhandlung lässt sich aus dem Text das Erscheinungsdatum der Erzählung schließen oder eine Zeit, die beim Erscheinen der Erzählung noch in der Zukunft lag.

### Themen
„Die geglückte Geschichte einer großen Liebe ist eine große Seltenheit! … Aber sie wäre möglich“, gibt Tartassow recht zu Beginn der Erzählung von sich und damit das Hauptthema vor. Tartassows Liebe zu Larissa allerdings ist „ausgelaugt“, stattdessen „pumpt der Profiteur und Zyniker ihre Huren an“: Er möchte gratis Geschlechtsverkehr mit der Prostituierten Ljalja und reagiert auf Larissas Vorschlag, man könnte eher „die Neue überreden“ unwirsch mit der Tirade, die „Unzulänglichkeiten des marktwirtschaftlichen Systems könnten einen Schriftsteller nicht zwingen, sich mit diesen neuen zaundürren Stümperinnen zu bescheiden!“ Zwar finden die Prostituierten Tartassow, „der auf Pump bedient werden wollte, lächerlich. Er ging ihnen auf den Geist.“ Dennoch willigt die Prostituierte Galja irgendwann aus purer Langeweile in einen Geschlechtsverkehr mit Tartassow ein – für Tartassow ist diese Spielart der Liebe (nämlich körperliche Liebe) damit ebenso geglückt wie für Wjuschin, der Larissa am Ende der Erzählung ein weiteres Mal mit Tartassows Schicksal ins Bett zwingt.
Eine andere Spielart der Liebe pflegt Larissa: „Die nutzlose, grundlose, längst nicht mehr erwiderte Liebe, deren einziger Lohn sie selber ist, haftet an der Heldin wie ein unsichtbares Adelsattribut, das sie heraushebt aus dem Kreislauf kommerzieller Nützlichkeiten“, auf denen das Geschäftsmodell ihres Etablissements Alles wie daheim basiert. „Immerhin liebte sie. Das eigene Leben hatte sie satt, aber ihn [=Tartassow …] liebte sie. So etwas geht nicht vorbei. Natürlich war Larissa Igorjewna streng zu Tartassow, sie würde sich ihm nie offenbaren – sie war ihm freundschaftlich verbunden, mehr nicht! Wies ihn bei jeder Gelegenheit zurecht, ihm zum Trotz, dieser Nervensäge. Und verriet mit keiner Miene ihr bewahrtes Gefühl“, wagt nicht, ihm ihren Körper anzubieten: „Eine gealterte Frau zieht einen müden (vom Leben ermüdeten) Mann nicht an. Noch dazu vor diesem aufregenden Hintergrund wie Ljalja oder Galja.“
Angesichts „einer in der trostlosen Gegenwart nach der Perestroika ernüchterten Liebe“, so der
Rheinische Merkur in einer Kurzrezension, fliehen Tartassow und Larissa während der Erzählung immer wieder durch einen beliebigen „Engpaß“ in die Vergangenheit. Während Larissa sich in der Gegenwart als Bordell-Chefin zumindest als „ehrenhafter“ empfindet als in ihrer Vergangenheit als Zensorin ist für Tartassow die Antwort auf jene Frage eindeutig, die er immer wieder in seiner Vormittags-Show seinem jeweiligen Gast stellt – und die damit das zweite Hauptthema der Erzählung darstellt: „Ging es Ihnen (Ihnen persönlich) früher schlechter – oder geht es Ihnen heute schlechter?“

### Figuren
Hauptfiguren
- Sergej Iljitsch Tartassow: Dieser „abgehalfterte Sowjetautor“,[27] der sich „wie ein alt gewordenes Kind“[29] benimmt, ist zum Zeitpunkt der Rahmenhandlung mindestens 60 Jahre alt, zu Beginn der Binnenhandlung etwa 30 Jahre alt.[25] Er ist „seit langem Witwer“, hat einen Sohn, der bei ihm zuhause lebt,[35] sowie „Ringe unter den Augen“.[36] Tartassow hadert mit seinem Schicksal, das unter anderem aus seiner finanziellen Misere besteht, daraus, dass er „keine einzige Zeile mehr“[37] schreiben kann und dass er bei den Prostituierten trotz seiner Aufdringlichkeit nicht nur wegen seines unappetitlichen Äußeren („getrocknete Spucke in den Mundwinkeln“)[38] bis kurz vor Schluss nicht zum Zuge kommt, sondern stattdessen für den alternden Lüstling nur Spott bleibt. Dass Tartassow „den überheblichen, angeberischen, sich aufplusternden Mann mit dem schönen Kopf und dem sonoren Bariton“[39] markiert, maskiert allerdings teilweise nur Selbsthass, die sich aus dem Hass auf seine Arbeit in der Vormittags-Show speist: „Einen Menschen in Verlegenheit zu bringen bereitet keine große Freude“, weswegen Tartassow nach jeder Vormittags-Show in einem Café erst einmal Schokolade isst und dazu Wodka und Tee trinkt.[37]
- Larissa Igorjewna: Die junge Larissa der Binnenhandlung „lachte morgens wie ein Glöckchen. Hell und perlend“,[12] doch ist sie im „vorgerückten Alter“ natürlich  „deutlich grau“.[26] Als Zensorin ist ihr enger persönlicher Kontakt zu einem Autor ein Kündigungsgrund, weswegen Larissa und Tartassow ihre Liebe verheimlichen.[40] Geheiratet hat Larissa dann eine andere Person, ist inzwischen geschieden, alleinstehend, die Tochter arbeitet als Ärztin in Rjasan.[26] Ihr Schicksal als „Puffmutter“[29] hat diese „Urenkelin von Dostojewskis reiner Hure Sonja Marmeladowa“ (Schuld und Sühne)[29] akzeptiert, hält diesen Beruf und sich selbst „jetzt für ehrenhafter. Viel ehrenhafter als damals, als ich Zeilen und Absätze gestrichen habe. […] Und manchmal strich ich ratzfatz eine ganz wunderbare Zeile, die mich tief berührte. Es drückte mir geradezu das Herz ab.“[33]

Nebenfiguren (Auswahl)
- Wjuschin: Der hagere[15] „Witzbold“[9] missbraucht seine Macht, um gegenüber Larissa ein unangemessen sexualisiertes Verhalten an den Tag zu legen, das Larissa für den geliebten Tartassow im „Gefühl weiblicher Opferbereitschaft“ zweifach erträgt[13] – sowohl im Kielwasser des Zerfalls der Sowjetunion, als Tartassow und sein Sohn hungern,[14] als auch zur Zeit der Rahmenhandlung.
- Ljalja: Das kesse[41] Objekt von Tartassows Begierde in Larissas Alles wie daheim hat eine Stupsnase[39] und außerdem die Ehre, Larissas erster Kontakt zum Rotlichtmilieu gewesen zu sein.
- Galja: Diese Prostituierte bei Alles wie daheim „stammte aus der Rjasaner Provinz“,[42] ist kleinbrüstig und „gertenschlank“[43] und bietet entsprechend des Dienstleistungsspektrums von Alles wie daheim nicht nur Sex, sondern „dem soliden Herrn sogleich einen Haarschnitt an – flott und modisch; und selbstverständlich Kaffee.“[5]

## Rezeption im deutschsprachigen Raum
Das Thema des wurmlochartigen „Engpaß“ der Erzählung, die von der Frankfurter Allgemeinen Zeitung als „die am meisten optimistische der drei“ Erzählungen im Sammelband Удавшийся рассказ о любви (dt. Der kaukasische Gefangene) bezeichnet wurde, nannte Die Zeit eine „mäßig überzeugende Idee.“

## Deutschsprachige Textausgabe
- Wladimir Makanin: Eine geglückte Liebesgeschichte. In: Wladimir Makanin: Der kaukasische Gefangene. Drei Erzählungen. Luchterhand, München 2005. S. 151–238.